# Бунеску, Мариус
Мариус Бунеску (рум. Marius Bunescu; 14 мая 1881, Каракал — 31 марта 1971, Бухарест) — румынский художник-график, деятель культуры, создатель Национального музея искусств Румынии.

## Жизнь и творчество
Бунеску начинал как художник-самоучка. Впервые систематически стал изучать живопись в 1904—1906 годах в Констанце, под руководством Димитрие Хэрлеску. Затем в 1906 продолжил обучение в Германии, в мюнхенской Королевской академии искусств, в классе Германа Грёбера. В это время в Мюнхенской академии обучались многие впоследствии известные румынские мастера — такие, как И. Исер, Н. Тоница, Ш. Лучиан, Г. Петрашку и другие. В этот период Бунеску находился под творческим влиянием живописи импрессионистов.
После возвращения на родину в 1911 году художник впервые выставил в Бухаресте свои работы, в Официальном салоне румынской столицы. В 1919 году состоялась его первая персональная выставка в бухарестской библиотеке «Минерва». Впоследствии занимался также административной работой, став директором музея Анастасия Симу. В 1937 году под редакцией Бунеску выходит в свет каталог этого музейного собрания. В 1938 году художник награждается Национальной премией в области искусства первой степени. В 1940 он становится лауреатом премии «За заслуги в области культуры» класса 1-а. В 1949 году М. Бунеску выступает как один из главных организаторов и устроителей Национального музея искусств Румынии в Бухаресте.
Похоронен в Бухаресте на кладбище Беллу.